# 耏申
耏申（?—?），沛县（今江苏省沛县）人，西汉张侯，汉朝开国功臣芒侯耏跖的孙子。
张芒侯耏跖封列侯九年，去世，其子耏昭嗣侯，四年後，有罪免爵，汉景帝三年（前154年），耏申作为故列侯後代率兵击吴楚七国之乱，复封张侯。南宫公主在南宫侯張坐获罪後，嫁给了耏申。汉武帝元朔六年（前123年），耏申因为对南宫公主不敬，免爵国除。一说耏申与父御婢通奸获罪，自杀，国除。